# Marcus Aurelius Scaurus
Marcus Aurelius Scaurus († 105 v. Chr.) war ein römischer Politiker und General.

## Politische Laufbahn
Marcus Aurelius Scaurus war in der 118/117 v. Chr. gegründeten römischen Kolonie Narbo Magistratsmitglied und ließ mit gemeinsam mit anderen Münzmeistern fünf verschiedene Typen von Denaren ausprägen. In Rom übte er um 117 v. Chr. die Quästur sowie um 111 v. Chr. die Prätur aus. 108 v. Chr. wurde er nach dem Tod des gewählten Konsuls zum Konsul Suffectus. 
105 v. Chr. zog er als Legat des Feldherrn Gnaeus Mallius Maximus nach Gallien, um dem Rom seit Jahren bedrohenden Zug der Kimbern und Teutonen entgegenzutreten. Im Vorfeld der Schlacht bei Arausio sollte er mit einem vorgelagerten Kavallerieverband die Germanen aufhalten. Scaurus wurde jedoch vom kimbrischen Feldherrn Boiorix besiegt und gefangen genommen. Wie Livius berichtet, ließ Boiorix ihn erbost töten, weil er die Kimbern davor gewarnt hatte, die Alpen zu überqueren; die Römer seien unbesiegbar.